# Premchand

Premchand

Premchand (Hindi प्रेमचंद Premacand; * 31. Juli 1880 im Dorf Lamahi bei Varanasi; † 8. Oktober 1936 in Varanasi) ist das Pseudonym des indischen Schriftstellers Dhanpat Rai Shrivastav (Hindi धनपत राय श्रीवास्तव Dhanapat Rāy Śrīvāstav). Er war einer der bedeutendsten Autoren im Sprachraum des Hindi (im Unterschied zu anderen Regional- und Nationalsprachen und -literaturen wie Bengali, Marathi, Gujarati usw.) sowie der modernen indischen Literatur überhaupt. Er gilt als Pionier des zeitgenössischen Urdu- und Hindiromans.
Premchand war ein vielseitiger und sehr fruchtbarer Autor; in zahlreichen Kurzgeschichten, Theaterstücken, Filmscripts, Übersetzungen, Essays und Romanen behandelt er Themen und Probleme des indischen Alltags seiner Zeit, sowohl in der Stadt als auch auf dem Land: Armut, Verschuldung, Korruption, Landverteilung, Kasten- und Religionsvorurteile und Kolonialismus. Als Herausgeber der literarischen Zeitschriften Hañs ("Schwan") und Jāgaraņ ("Erwachen") diskutierte er Fragen der Literatur und forderte als engagierter Sozialist Bildung für alle Schichten der Bevölkerung sowie ein nationales Bewusstsein im Sinne Gandhis.

## Leben und Werk

### Frühe Jahre
Premchands Vater war Munshi ("Schreiber") und Postbeamter aus der Srivastava- oder Shrivāstab-Kaste, einer Unterkaste der Kāyasth (auch Kaet oder Kaith, mit dem Ehrentitel Lāla), der Kaste der Schreiber und Steuereinnehmer auf dem Lande. im Alter von acht Jahren verlor Premchand die Mutter, und die Großmutter übernahm die Erziehung; als auch sie starb und der Vater erneut heiratete, schloss sich Premchand stärker an seine ältere Schwester an. Als Angehöriger der Schreiberkaste genoss er eine englische Schulbildung, zog aber das in Wortschatz und Schrift vom Hindi abweichende, aber elegantere, damals wie heute in Poetik und Musik übliche Urdu ("Hindustani") vor, das er, obwohl Hindu, als Achtjähriger in einer Madrasa unter Leitung eines Mullah erlernte. Premchand galt als Bücherwurm und eifriger Zeitungsleser; seine ersten schriftstellerischen Versuche unternahm er im Jahr 1901.

### Ehe und Beruf
Bereits mit fünfzehn Jahren in der 9. Klasse gegen seinen Willen verheiratet – die Ehefrau kehrte beim Auszug Premchands aus seinem Dorf (1899) zu den Eltern zurück –, verlor er mit sechzehn Jahren auch den Vater und war nun nicht nur auf sich selbst gestellt, sondern als ältester Sohn auch für die Stiefmutter und die Geschwister verantwortlich. Als guter Schüler verdiente er sich Geld durch Nachhilfe für besser gestellte Mitschüler und legte später sein Examen als B.A. in Englisch, Persisch und Geschichte ab. In der Folge war er Grundschullehrer und Deputy Sub-Inspector (Schulrat) in den damals unter englischer Herrschaft stehenden United Provinces (heute: Uttar Pradesh), vor allem in Bundelkhand, wo er bei seinen Inspektionsreisen (im Ochsenkarren, wobei ihn später seine Frau oft begleitete) Stoff für seine zahlreichen Erzählungen fand. Er galt als milder Vorgesetzter und guter Lehrer, wenn auch ohne das für eine Schulleitung erforderliche Organisationstalent oder die gelegentlich notwendige Härte.
Als überzeugter Sozialreformer und Anhänger des Arya Samaj heiratete er gegen jedes Herkommen 1906 die schon als Kind verwitwete Shivarani Devi, die nach seinem Tod ein Buch über ihn verfasste (Premchand ghar mein, "Premchand zu Hause"); diese Art der Ehe war zu ihrer Zeit revolutionär und trug ihm die Gegnerschaft der Traditionalisten ein. Das Ehepaar hatte eine Tochter und zwei Söhne.

### Schriftstellerische Tätigkeit
Im Jahr 1910 geriet er durch seine Sammlung von Kurzgeschichten (Soz-e-watan "Elegie auf die Nation"), die er bereits 1907 in Urdu unter dem Künstlernamen Nawab Rai in der Kanpurer Zeitschrift Zamana veröffentlicht hatte, in Konflikt mit der englischen Schulbehörde, die die Exemplare einzog und auf den Index setzte.
Premchand schrieb nun erstmals (seit 1910) unter seinem neuen Künstlernamen Premchand (hindi "Liebesmond"). Nachdem er sich bereits als Urdu-Schriftsteller als Munshi Premchand einen Namen gemacht hatte und daher auch als "Vater der Urdu-Kurzgeschichten" (urdu afsānā "Erzählung") bezeichnet wird, begann er ab 1914, auch aufgrund der zu geringen Auflagen der Urdu-Versionen, zunehmend auf Hindi zu schreiben. Er brachte damit einen realistischen Zug in die indische Literatur, die zu Beginn des 20. Jahrhunderts noch sprachlich von gezierter Poesie in Versform und inhaltlich von religiösen, mythologischen oder fantastischen Themen ohne Bezug zur Realität geprägt war (rāja-rāni-Literatur). Gleichzeitig schuf Premchand damit die Grundlage einer "homely literature" (Gandhi), die die Einheit des Landes vorbereiten half.
Premchand lernte 1919 in Gorakhpur Gandhi kennen, und als dieser 1921 zur Non-cooperation mit den Briten aufrief, gab er seine Beamtenstelle als Lehrer und Schulrat auf und betätigte sich unter großen persönlichen Opfern als freier Journalist und Zeitungsherausgeber; später wurde er Direktor einer Schule in Kashi. Seine literarischen Beiträge veröffentlichte er in den von ihm gegründeten Zeitschriften "Hañs" und "Jāgaraņ", die er seit 1923 in der eigenen Druckerei, der "Saraswati Press" publizierte, die in einem Gebäude des Arya Samaj in Benares untergebracht war, und die ihm – darin Balzac ähnlich – finanziell stets große Sorgen machte. Zwischen seinem Heimatdorf, in dem er das Elternhaus geerbt hatte und dem er sich zeitlebens verbunden fühlte, und seinen oft wechselnden Aufenthaltsorten – neben Benares v. a. Lakhnau, Allahabad, Bombay, Delhi, Aligarh usw. – und der Druckerei pendelte Premchand ständig hin und her; finanzielle Gründe waren es denn auch, die ihn dazu bewogen, einen Jahresvertrag der Filmindustrie in Bombay als Skriptautor anzunehmen (1934–35). Die Tätigkeit war zwar gut bezahlt, verlangte von ihm aber die einjährige Trennung von der Familie und erwies sich – nach Abzug der hohen Lebenshaltungskosten in Bombay – als nicht sonderlich attraktiv.
1936 wurde Premchand zum ersten Präsidenten der Indian Progressive Writers' Association IPWA gewählt. Er starb 1936 mit 56 Jahren nach längerem Leiden an einem Magengeschwür ("gastritic ulcer").
Premchand verfasste etwa 250 Kurzgeschichten, die man noch zu Lebzeiten in verschiedenen Sammlungen zusammenfasste, u. a. als Prem Pacchisi ("Premchands 25 Erzählungen"), "Prem Battisi" ("Premchands 32 Erzählungen") und schließlich in der Sammlung "Mānasarovar" ("Ozean der Gedanken", mit 203 Erzählungen). Er verfasste ein Dutzend Romane, am bekanntesten davon "Godan" ("Die Kuh-Schenkung"), sowie zwei Theaterstücke. Seine Werke schildern das Leben der städtischen Mittelschicht ebenso wie das Leben auf dem Land, wobei er einen Schwerpunkt auf das Zusammenleben von Christen, Moslems und Hindus legte.

### Vorbilder, Einflüsse, Literaturtheorie
Premchand gilt als der erste namhafte indische Autor, der soziale Zustände realistisch schilderte; als Pädagoge war er von der erzieherischen, aufklärerischen Wirkung der Literatur überzeugt, ohne dabei die Eigenständigkeit des literarischen Werkes zu leugnen. Premchand nahm zwar die Werke indischer Zeitgenossen, wie z. B. des Bengalen Rabindranath Tagore, des älteren Urdu-Schriftstellers Hālī, der mit ihm befreundeten Schriftsteller Muhammad Iqbal, Mulk Raj Anand oder Sajjad Zaheer auf, teilte aber die kritische Haltung der von ihm gelesenen europäischen Autoren, vor allem Tolstoi, Maupassant, Anatole France, T. S. Eliot, John Galsworthy, Charles Dickens und Tschechow gegenüber der Gesellschaft. Während Premchand der bengalischen Literatur das stärkere emotionale Gespür zustand, sah er seine Stärke als Hindi-Autor eher in der Prosa, in Beobachtung und Analyse. Zu den Grundlagen seiner Literaturtheorie äußerte sich Premchand vor allem gegen Ende seines Lebens: Literatur solle "das Wahre, Gute, Schöne" darstellen und befördern und gehe über bloße Unterhaltung weit hinaus.
Auf dem Schriftstellerkongress der IPWA (1936), zu deren Präsident er gewählt wurde, sprach er sich gegen die damals politisch motivierte Einteilung der Literatur in progressiv und konservativ aus: "Ein Schriftsteller oder ein Künstler ist von Natur aus progressiv; wäre er das nicht, so wäre er auch kein Schriftsteller."
Dass Premchand mehr Hindu und Pädagoge war, als wohl von ihm selbst wahrgenommen, zeigt sich – ganz im Sinn der Sanskritliteratur – im Ideal der reinen Seele, die durch Ichbezogenheit und die Akzidenzen des Lebens wie Religionen, politische und soziale Zustände etc. von ihrem eigentlichen Ziel abgelenkt und nur durch Satsang, Satyagraha und Darshan (Umgang mit guten Menschen, gewaltloser Widerstand und Anblick des Guten) geläutert werden könne, kurz: durch den Sieg der Askese über Macht und Besitz – eine urindische Vorstellung.

### Stil
Premchands Schriften zeichnen sich durch schlüssigen Erzählaufbau und eine Sprache aus, die sich an die Umgangssprache anlehnt und weitgehend auf Sanskriteinflüsse verzichtet. Sein Stil ist gekennzeichnet durch satirische und humorvolle Passagen, die zur Charakterisierung seiner Protagonisten dienen und die oft schonungslosen, ja erbarmungslosen Schilderungen für den Leser erst erträglich machen.
Premchands Werke wurde in alle Sprachen Indiens sowie ins Russische, Chinesische und in viele europäische und andere Kultursprachen übersetzt.

### Kritik
- Premchand wurde vorgeworfen, im Vergleich zu seinen bengalischen Schriftstellerkollegen Sharat Chandra Chattopadhyay (Chatterjee) oder Rabindranath Thakur (Tagore) Tod und Elend zu sehr in den Vordergrund zu stellen; in seinen Werken fehlt oft der strahlende Held oder das in der indischen Sanskritliteratur unentbehrliche Happy-Ending.
- Obwohl sprachlich ein Gegner des Englischen ("Dieses Würgeband des Englischen muss man zerreißen"), verfasste Premchand einen Großteil seiner Korrespondenz auf Englisch; sein Einsatz für eine einheitliche, landesübergreifende Sprache stieß bereits bei den Zeitgenossen auf Skepsis[8]. Dass die neu zu schaffende Nationalsprache weder das reine Hindi der gelehrten Pandits noch das Urdu der Mullahs sein sollte, war ihm klar; ihm, der in seiner Jugend Persisch gelernt hatte, lag dabei das Urdu näher als das Hindi.[9]
- Premchands Tochter Kamala erhielt – als Tochter eines renommierten Schriftstellers und einer Sozialreformerin – außer Grundkenntnissen in Hindi keinerlei schulische Ausbildung.
- Premchand Ideal war die besitzlose, klassenlose kollektive Gesellschaft, was ihn aber nicht daran hinderte, als Druckereibesitzer und Unternehmer darüber nachzusinnen, ob man Industrielle wie Birla u. a. nicht für die Einrichtung eines Fonds für seine Druckerpresse erwärmen könne; auch in seiner Druckerei kam es gelegentlich zu Streiks, die er friedlich beilegen konnte. Sein Kastenstolz widerspricht gelegentlich seinen hier und da geäußerten Ansichten, wie es Premchands Wesen überhaupt fern lag, sich dogmatisch fest zu legen.
- Mehrmals wurde Premchand Plagiat vorgeworfen; er konnte die Anschuldigungen jedoch in jedem einzelnen Fall widerlegen.[10]

## Werke

### Erzählungen
- Soz-e-watan "Elegie auf die Nation" (1908): verweist auf den nationalen Kampf der Jahre 1910–1934, mit Sympathien für die nationale Bewegung.
- Mānasarovar "Ozean der Gedanken" oder "Der See Manāsa" (Benares 1936–1962, NA 1964 ff, NA 1984 ff.): achtbändige Gesamtausgabe der Erzählungen, noch zu Lebzeiten vorbereitet, enthaltend u. a. die früheren Sammelausgaben Prem Paccisi ("Premcands 25 Erzählungen", 1923), Prem Pramod ("Premcands Glück", 1926), Prem dvādaśi ("Premcands Zwölfter", 1926), Prem Caturthi ("Vier Erzählungen von Premcand", 1929), Prem Pancamī ("Fünf Erzählungen von Premcand", 1930). – Die Themenvielfalt der Sammlung ist groß: es sind vor allem das Leben der Dorfbewohner und die Bedrückung der einfachen Leute durch Wucherer, Brahmanen, Kolonialbeamte und Landbesitzer, die Premchand mit erzählerischem Verve schildert und dabei Charaktere, Rechtsfälle, das Schicksal von Unterdrückten (Frauen, Randgruppen, Kasten) und sogar Tieren Revue passieren lässt; als literarische Vorbilder dienen ihm dabei v. a. Tschechow und Maupassant. – Die Sammlung gilt bis heute als eines der bedeutendsten Bücher der Hindiliteratur.
- Er verfasste außerdem historische Kurzgeschichten, die die Licht- und Schattenseiten der indischen Geschichte thematisieren, so z. B. das Versagen des heimischen Adels gegenüber fremden Eindringlingen.

### Romane
- Prema (1904) und Nirmalā (1924): behandeln Frauenschicksale
- Sevasādan ("Das Haus des Dienens", in Urdu verfasst, in Hindi erschienen 1919): Durch persönliche Erfahrung bestimmt, richtet ein wohlhabender Bürger von Varanasi ein Frauenhaus ein, in dem Kinder von Prostituierten und verstoßene Frauen Unterricht erhalten (Musik, Tanz, Dichtung). Die Brahmanin Suman, die hochkastige, hübsche Gattin eines tyrannischen Alten, begegnet einer Kurtisane und muss erfahren, dass sie "inside purdah" ("mit Schleier", d. h. unter strenger Geschlechtertrennung) lebt, die Kurtisane jedoch "outside" ("ohne"), d. h. frei; ihr Leben kommt ihr als Prostitution mit nur einem Mann vor. Suman wird von ihrem Gatten verstoßen und ist nun in Gefahr, ebenfalls Kurtisane zu werden. Das neu eingerichtete Frauenhaus bietet ihr Zuflucht. – Thematisch an die damals weit verbreitete, frivole Urdu-Bordellliteratur angelehnt[11], tritt er gegen westliche, aber auch gegen traditionelle und fundamentalistische Ansichten auf. Premchand versteht es, Individuen und Charaktere darzustellen, sie aber dennoch als Typen hervortreten zu lassen. Sprachlich in persifiziertem Urdu verfasst, wurde sein erster Roman vom Urdu-Verleger abgelehnt, da Premchand das Thema aus Hindu-Sicht behandelte. Erst nach der Ablehnung übertrug der Autor den Roman ins Hindi, wobei sich der Unterschied auf das Umstellen der Schrift (Nastālīq in Devanagari) beschränkte, da der persisch-arabisch beeinflusste Wortschatz beibehalten wurde, der das frühere Hindustani, die umgangssprachliche Form des Urdu, kennzeichnet. Sevasādan war der erste erfolgreiche Hindi-Roman. – Eine gleichnamige Verfilmung bezieht sich auf eine thematisch ähnlich geartete Novelle, nicht auf den Roman.
- Premaśram ("Das Liebesasyl", 1922):
- Vardān ("Die Gabe")
- Rańgabhūmī ("Die Bühne", in Urdu 1924, in Hindi 1925): Der geplante Bau einer Zigarettenfabrik auf der Almende eines Dorfes wird durch den Widerstand eines einzelnen Dorfbewohners, eines Bettlers, verhindert und so ein moralischer Sieg errungen, der die bis dahin zerstrittene Dorfgemeinde eint; durch eine Liebesgeschichte zwischen den Faktionen entsteht gegenseitiges Verständnis. Für diesen Roman erhielt er 1928 einen Preis.
- Ġaban ("Die Unterschlagung", 1930)
- Karmabhūmī/Karmbhūmī ("Das Wirkungsfeld", 1932): Auf dem "Wirkungsfeld" – dem heimischen Indien – müssen sich die Protagonisten, ein Kaufmann aus Benares und dessen aufsässiger Sohn, bewähren. Der Sohn flieht vor dem Vater nach Haridwar und unterstützt die Landbevölkerung in ihrem Kampf gegen den korrupten Abt eines Hinduklosters. – Karmabhūmī liefert ein umfassendes Bild der nationalen Fragen zu Anfang des 20. Jhs. Seine Sympathie für die Randgruppen der Gesellschaft, vor allem für Muslime und Unberührbare, wird deutlich, ohne dass er radikale Lösungen anzubieten hätte; dies verbindet ihn mit Gandhis politischen Anschauungen.
- Kāyākalp ("Die Verjüngung")
- Godan ("Die Kuhschenkung", in Hindi, 1936): In seinem letzten und berühmtesten Roman erfüllt sich der arme Bauer Horī seinen sehnlichsten Wunsch: er kauft eine Kuh, im ländlichen Indien das Symbol von Wohlstand und Prestige schlechthin. Dieser seine Möglichkeiten weit übersteigende Höhenflug kommt ihn teuer zu stehen: dem Kreislauf von Verschuldung, schlechten Ernten und neuen Schulden erliegt er schließlich. – Das Epos vom Leiden der indischen Landbewohner gilt aufgrund seiner Erzählkunst und Fabulierfreude, der feinen Beobachtungsgabe, der realistischen Darstellung von Stadt- und Landleben, der Kritik an verbreiteten romantischen Vorstellungen und der Meisterung der Sprache als bedeutendster Roman der Hindi-Literatur. Humor und Satire nehmen dem Pessimismus des Werks die Spitze. – Godan wurde 1958 für die Bühne bearbeitet und 1963 verfilmt.
- Mańgalsutr ("Lehrbuch des Glücks", unvollendet)

### Ausgaben in Übersetzungen
- Premchand. Collected short stories. Ed. by Anisur Rahman, Ameena Kazi Ansari. Oxford : OUP 2010.
- The Oxford India Premchand. With an Introduction by Francesca Orsini. New Delhi : OUP 2007.
- Premtschand: Godan oder die Opfergabe. Aus dem Hindi übs. von Irene Zahra. Nachwort von Annemarie Etter. Zürich : Manesse 1979 (NA 2006).
- Premacanda: Die Schachspieler. Aus d. Hindi übs. von Konrad Meisig. Wiesbaden : Harrassowitz 1989.
- Premtschand: Nirmala oder die Geschichte eines bitteren Lebens. Aus dem Hindi. Übersetzung, Anmerkungen und Nachwort von Margot Gatzlaff. Leipzig : Reclam 1976.
- Dagmar Ansari: Chrestomathie der Hindi-Prosa des 20. Jahrhunderts. Leipzig : VEB Enzyklopädie 1967, v. a. S. 5–17 mit Text der Erzählung "Der Tempel"
- Premtschand: Eine Handvoll Weizen. Erzählungen. Aus d. Engl. Berlin : Aufbau 1958.

### Verfilmungen
Premchands erste und einzige Arbeit als Skriptautor war der heute verschollene Film Mazdoor (1934), in dem der Autor in einer Filmszene sogar kurz zu sehen war. Es entstanden zahlreiche weitere Verfilmungen seiner Romane und Kurzgeschichten.
- Mazdoor (1934, Hindi, Regie: Mohan Bhavnani) – Script und Story von Premchand
- Seva Sadan (1934, Hindi, Regie Nanubhai Vakil) – nach dem Roman Bazaar-e-Husn (1919)
- Seva Sadan (1938, Tamilisch, Regie: K. Subramanyam) – nach dem Roman Bazaar-e-Husn (1919)
- Swami (1941, Hindi, Regie: A. R. Kardar) – nach Triya Charitra
- Mazdoor (1945, Hindi, Regie: Nitin Bose)
- Heera Moti (1959, Hindi, Regie: Krishan Chopra) – nach der Kurzgeschichte Do Bailon Ki Kahani
- Godan (1963, Hindi, Regie: Trilok Jetly) – nach dem gleichnamigen Roman
- Gaban (1966, Hindi, Regie: Krishan Chopra und Hrishikesh Mukherjee) – nach dem gleichnamigen Roman (1930)
- Oka Oori Katha (1977, Telugu, Regie: Mrinal Sen) – nach der Kurzgeschichte Kafan
- Shatranj Ke Khilari (1977, Hindi, Regie: Satyajit Ray) – nach einer Kurzgeschichte
- Tabbaliyu Neenade Magane/Godhuli (1977, Kannada/Hindi, Regie: B. V. Karanth und Girish Karnad)
- Sadgati (1981, Hindi, Regie: Satyajit Ray) – nach einer Kurzgeschichte
- Mazdoor (1983, Hindi, Regie: Ravi Chopra)
- Tahreer: Munshi Premchand (2005, Fernsehserie auf Doordarshan, Regie: Gulzar)[12]

### Leben und Werk
- Śivarānī Devī Premacanda: Premacanda ghara meṃ. Dillī : Ātmārāma 2008 (EA 1952). – Shivarani Devi (geb.1890) war Premchands zweite Frau, eine Kinderwitwe, und selbst Schriftstellerin und Sozialreformerin.
- Madan Gopal: Munshi Premchand. A Literary Biography. New Delhi : Criterion 1990 (EA 1964).
- Robert O. Swan: Munshi Premchand of Lamhi Village. Durham : Duke UP 1969.
- Vishwanath Shridhar Naravane: Premchand. His Life and Work. New Delhi : Vikas 1980.
- Manohar Bandopadhyay: Life and Works of Premchand. New Delhi : Publ. Division, Min. of Inf. and Broadcasting, Gov. of India 1981.
- Geetanjali Pandey: Between two worlds. An intellectual biography of Premchand. New Delhi : Manohar 1989.
- Amrit Rai: Premchand. His Life and his Times. Transl. from the Hindi by Harish Trivedi. 2. Aufl. Delhi : OUP 2002 (EA Hindi 1962[13]; engl. EA 1982, 1991). – Mit Chronologie und Werkverzeichnis. Amrit Rai (*1921-), Schriftsteller, Dramatiker, Biograph und überzeugter Marxist, ist Premchands zweiter Sohn.
- Madan Gopal (Hrsg.): My life and times, Premchand. An autobiographical narrative, recreated from his works. New Delhi : Lotus Collection 2006.

### Einzelfragen
- Helmuth von Glasenapp: Die Literaturen Indiens. Von ihren Anfängen bis zur Gegenwart (= Kröners Taschenausgabe. Band 318). Kröner, Stuttgart 1961, DNB 363784993, S. 282 ff.
- Peter Gaeffke: Zum Menschenbild in den Erzählungen Premcands. In: Wiener Zeitschrift für die Kunde Süd- und Ostasiens. 10 (1966), S. 6–65.
- Gobinda Lal Ray: Premchand. A Bibliography. National Library, Calcutta 1980.
- Shiv Kumar Misra (Hrsg.): Premchand. Our Contemporary. National Publ. House, New Delhi 1986. – Aufsatzsammlung.
- Peter Gaeffke: Premchand. In: Kindlers Neues Literaturlexikon. (KNLL), Bd. 13 (1991), S. 624–628. – Enthält Kurzbesprechungen der Romane Godan, Karmabhumi, Manasarovar, Rangbhumi und Sevasadan.
- Pramila Batra: Charles Dickens and Premchand. Novelists with a social purpose. Prestige, New Delhi 2001.
- Muṃśī Premacanda Saṅgoṣṭhī, Landana, 2005, compiled by Indian Council for Cultural Relations. Seminar on Munshi Premchand, London, 2005. Erschienen: New Delhi : Indian Council for Cultural Relations 2007. – Kongressbeiträge und bibliographisches Material in Englisch, Hindi (Devanagari) und Urdu.